# Graptopetalum filiferum
Graptopetalum filiferum là một loài thực vật có hoa trong họ Crassulaceae. Loài này được (S.Watson) Whitehead miêu tả khoa học đầu tiên năm 1943.